# Raoul Bonnamy
Pour les articles homonymes, voir Bonnamy.
Ne doit pas être confondu avec Raoul Bonamy.
Raoul Bonnamy est un militant communiste français, né le 4 août 1907 à Palaiseau (Essonne) et décédé le 8 juillet 1943  à Auschwitz-Birkenau (Pologne). Blessé pendant la guerre (1939-1940), il reçoit la croix de guerre avec palme mais est arrêté « comme communiste » par la police du régime de Vichy le 26 octobre 1940 et interné au camp d'Aincourt avant d'être remis aux forces allemandes d'occupation. Il sera du convoi du 6 juillet 1942 dit des « 45 000 » vers Auschwitz-Birkenau sur ordre direct d'Hitler en représailles aux actions de résistance du PCF. Ce convoi est composé essentiellement de militants communistes, responsables du parti ou syndicalistes de la CGT et d'otages juifs.

## Biographie

### Avant-guerre
Raoul Bonnamy est responsable du Parti communiste à Palaiseau (Seine-et-Oise) (secrétaire de la cellule de la ville). Selon la police de l'époque, c'est un « militant communiste très actif, [...] gérant du journal communiste de Palaiseau, Le Drapeau Rouge, dont il [est] aussi le rédacteur, l’imprimeur et le distributeur... ».
Marié, père d’un enfant, il travaille en tant qu’agent hospitalier dans divers hôpitaux, dont l'hôpital Necker, d'avril 1937 à août 1939.
Il est le fondateur de l’Union sportive ouvrière de Palaiseau, qui deviendra après-guerre l'Union sportive de Palaiseau (le quotidien national Le Populaire du 19 avril 1936 le mentionne comme responsable pour une épreuve sportive locale). Il participe aussi à des activités culturelles sur la ville. Il aurait été conseiller municipal.

### Seconde Guerre mondiale

#### Mobilisation
Le 26 août 1939, Raoul Bonnamy est mobilisé comme sergent au dépôt d’infanterie n° 74 à Chaumont (Haute-Marne). Il est affecté successivement comme sergent-instructeur à un peloton préparatoire d’élèves officiers de réserve à Humes, près de Langres, cadre-instructeur au centre d’instruction divisionnaire n° 13 en Alsace, sergent-chef auprès d’un peloton d’élèves caporaux et d’élèves sous-officiers. Le 24 mai 1940, il est versé au 21e régiment d’infanterie dans la Somme. Il y est blessé légèrement mais refuse d'être évacué. Lors de la débâcle, il est de nouveau blessé à Longpont près de Montlhéry (Essonne), d'où il est évacué d'abord à Châteauroux (Indre) puis à Montpellier (Hérault) et enfin à Sète, pour y être opéré le 27 juin 1940. Démobilisé à Albi (Tarn) le 13 août, il retourne chez lui le 22 août pour reprendre finalement son travail à l'hôpital Necker le 11 octobre.
Il sera décoré de la croix de guerre avec palme.

#### Arrestation
Il est arrêté à son domicile pour ses activités politiques le 26 octobre 1940 sur ordre du préfet Marc Chevalier.
Il est d'abord interné en France, au camp d'Aincourt, lequel occupe un bâtiment du sanatorium situé dans la commune d’Aincourt (alors en Seine-et-Oise, aujourd’hui dans le Val-d'Oise).
Exploitant le décret du 18 novembre 1939 relatif aux « mesures à prendre à l'égard des individus dangereux, pour la défense nationale ou la sécurité publique l’éloignement des suspects et indésirables  », les autorités de Vichy avaient ordonné l’arrestation en masse, à partir du 5 octobre 1940, des responsables et militants communistes d’avant-guerre et leur internement dans le camp d’Aincourt, créé pour l'occasion.
Raoul Bonnamy écrit au préfet de Seine-et-Oise et au président de la Commission de vérification pour demander sa mise en liberté mais c'est peine perdue. Son épouse, avec qui il correspond, demande le réexamen de son dossier, arguant qu'« il n'a pas hésité à verser son sang pour son pays », rien n'y fait. Au Centre d'Aincourt, on lui fait miroiter un réexamen favorable de son dossier s'il indique où se trouvent la ronéo et la machine à écrire du parti communiste à Palaiseau, il répond qu'elles ont été transportées de son domicile au siège de la région à Boulogne-Billancourt.

#### Déportation
Avec d'autres communistes de Seine-et-Oise, Raoul Bonnamy est ensuite remis aux forces allemandes d'occupation au camp de Royallieu à Compiègne (Oise), le 27 juin 1941. Pendant la traversée de la ville, entre la gare et le camp, devant la population qui les regarde passer, silencieuse, les détenus entonnent l'hymne national et crient « Des Français vendus par Pétain ».
Dix mois après l'arrivée de Bonnamy au camp de Royallieu, le préfet de Seine-et-Oise transmet aux autorités allemandes un avis défavorable à sa libération (« La libération de cet individu n'est pas opportune »).
Le 6 juillet 1942, Bonnamy est déporté au camp de concentration de Auschwitz-Birkenau dans le convoi dit des « 45 000 ». Ce convoi est décidé sur ordre d'Hitler comme mesure de représailles des actions de résistance organisées par le parti communiste clandestin en France. Il est composé d’un millier de communistes, responsables politiques du PCF et syndicalistes de la CGT et de plusieurs dizaines d’otages juifs. Entassés dans des wagons de marchandises, sans ravitaillement ni eau, les déportés arrivent à Auschwitz au bout de deux jours et demi de voyage.

#### Décès
Le 27 janvier 1943, Bonnamy se trouve ainsi que Robert Jarry au block des contagieux – n° 20 – de l’« hôpital » d’Auschwitz quand y arrive Fernand Devaux atteint de typhus. Raoul Bonnamy meurt à Auschwitz le 8 juillet 1943, selon les registres du camp, soit un an après l'arrivée du convoi. Motif inscrit sur l'acte de décès : « Pleurésie ».

### Famille
Il est marié à Marguerite Chameroy, résistante, agent de liaison de Roger Linet, responsable politique interrégional des FTP. Elle est arrêtée le 15 janvier 1943 à Palaiseau et déportée à Ravensbrück le 3 février 1944. Elle est transférée en juillet 1944 au Kommando de Zwodau (Svatava, République tchèque), dépendant du camp de concentration de Flossenbürg, avant d'être libérée en mai 1945 .
Elle est décédée le 18 octobre 1985 à Longjumeau (Essonne).

### Hommages

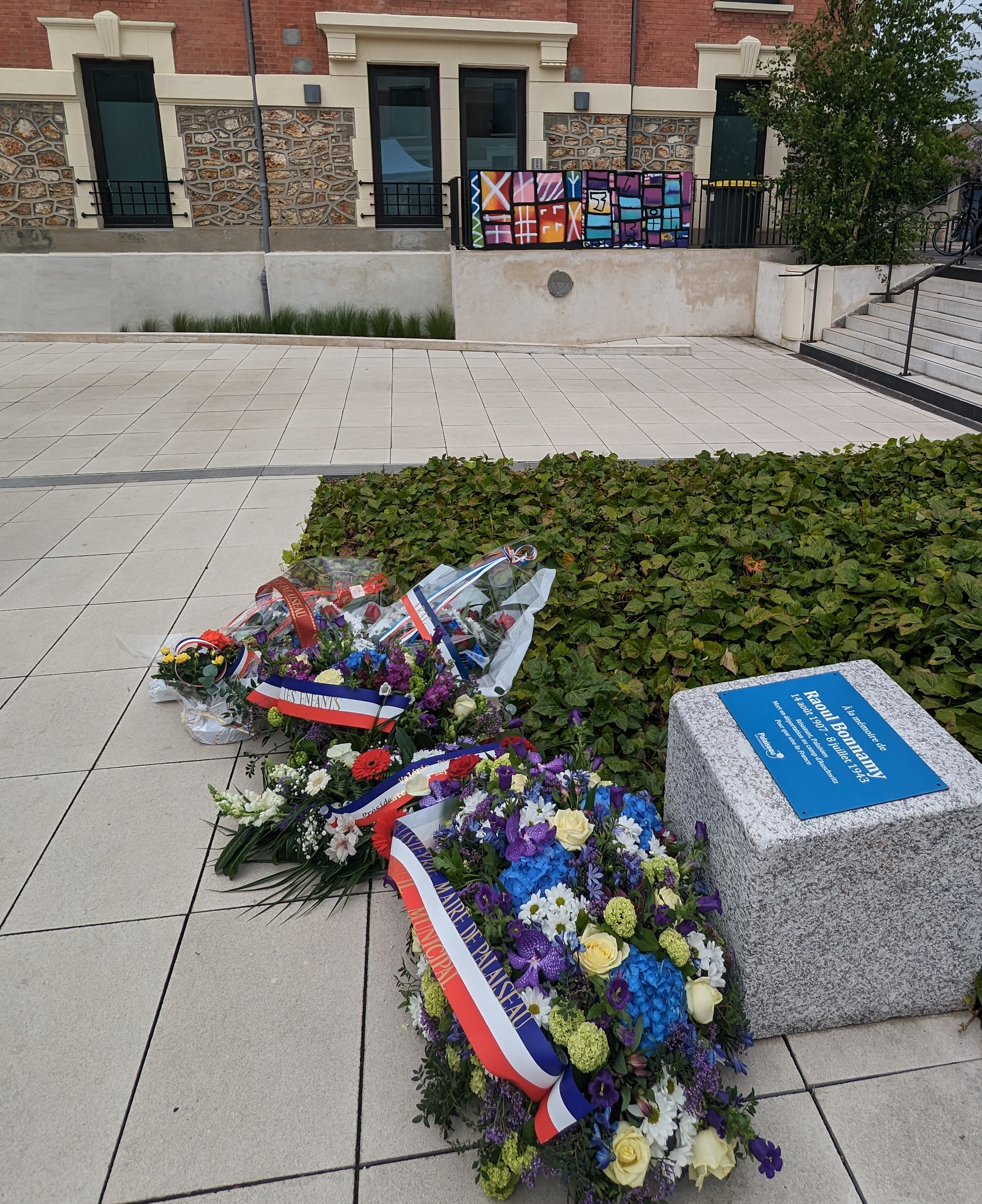
Plaque commémorative en hommage à Raoul Bonnamy

La mention « Mort en déportation » est apposée sur l’acte de décès de Raoul Bonnamy.
Le conseil municipal de Palaiseau a donné le nom de Raoul Bonnamy à une place de la commune située au niveau de l'ancienne école Jules-Ferry sur l’avenue de Stalingrad.
La cérémonie de la Journée nationale du souvenir de la déportation, qui a lieu chaque dernier dimanche d'avril, débute à Palaiseau sur cette place,.
Une plaque commémorative a été inaugurée le 28 avril 2024 par la municipalité au niveau du parvis du conservatoire à Rayonnement Intercommunal de Palaiseau lors de la cérémonie de la journée nationale du souvenir de la déportation.
Son nom est inscrit également sur le monument aux morts, situé dans le cimetière communal, parmi les déportés.